# Théorie de la croissance exogène
La théorie de la croissance exogène renvoie à l'ensemble des théories de la croissance économique qui ont cherché à expliquer la croissance économique par des variables exogènes, c'est-à-dire externes au modèle, au système économique lui-même. Cette théorie apparaît au XXe siècle à l'initiative d'économistes issus du keynésianisme ainsi que de la synthèse néoclassique. Le principal modèle de croissance exogène est le modèle de Solow, qui fait du progrès technique, facteur exogène, la cause de la croissance à long terme.
Les modèles de croissance exogène ont depuis été dépassés par les modèles de croissance endogène, qui expliquent de manière interne au modèle la croissance de long terme.

## Présentation
La théorie de la croissance exogène soutient que la productivité marginale du capital est décroissante avec l'accumulation. Dans l'équilibre de long terme, le taux de croissance dépend uniquement de facteurs exogènes relatifs au progrès technologique. La diffusion de ce progrès permet une convergence universelle. L'épargne est considérée comme positive, car « un taux d'épargne plus élevé tend à conduire à un taux de croissance durablement plus élevé [...] [du fait du] rendement marginal non décroissant du capital », selon Michel Aglietta.
La croissance exogène fait l'objet de plusieurs modèles économiques. Le plus connu d'entre eux est le modèle de Solow, élaboré en 1956. Il soutient que si théoriquement toutes les énergies convergent vers un état stationnaire, l'innovation (le progrès technique) permet de relancer régulièrement la croissance. Toutefois, l'innovation n'étant pas expliquée à l'intérieur du modèle, elle est considérée comme exogène, c'est-à-dire comme venant d'ailleurs, de manière inexpliquée.

## Facteurs de croissance

### La croissance démographique et le taux d'épargne (modèle Harrod-Domar)
Le modèle Harrod-Domar est l'un des plus vieux modèles de croissance exogène. Il soutient que la croissance est déterminée par la croissance démographique, et le taux d'épargne, qui se traduit en une variation du ratio du capital par rapport à la production. Toutefois, comme le fait remarquer Jean-Pascal Bénassy, le modèle Harrod-Domar n'est que partiellement un modèle de croissance exogène : si la démographie est bien un facteur exogène, il explique le taux d'épargne de manière endogène.

### L'augmentation du capital par tête et le progrès technique (modèle de Solow)
Le modèle de Solow explique la croissance économique, sur le court et le moyen termes, par une augmentation du capital par tête. Cette augmentation stimule la croissance du pays jusqu'à un état stationnaire. C'est alors l'innovation et le progrès technique qui peuvent relancer la croissance sur le long terme. Le modèle de Solow considère ce progrès technique comme une « manne » et ne l'explique pas dans le modèle. Cela fait donc du modèle de Solow un modèle de croissance exogène.

### Le différentiel de productivité entre les secteurs économiques (modèle de Lewis)
Le modèle de Lewis explique la croissance économique par un différentiel de productivité entre le secteur agricole et le secteur industriel. L'innovation dans le secteur industriel provoque une croissance qui incite les travailleurs désœuvrés du secteur archaïque à se rendre à la ville (exode rural) et à travailler dans le secteur industriel. L'influx de travailleurs empêche le salaire d'augmenter, et ainsi les entreprises peuvent réinvestir et augmenter leur production. Toutefois, le modèle de Lewis n'est pas capable d'expliquer l'origine de l'innovation dans le secteur industriel, ce qui en fait un modèle de croissance exogène.

## Critiques et débats
Les années 1980 voient l'émergence de théories et les modèles qui cherchent à endogénéiser la croissance. On les appelle théories de la croissance endogène. Elles cherchent à expliquer la croissance de la technique, c'est-à-dire l'innovation, depuis le modèle.
Le modèle de croissance exogène est critiqué pour peiner à expliquer l'absence de convergence entre les économies du monde.